# Gonodonta nitidimacula
Gonodonta nitidimacula är en fjärilsart som beskrevs av Achille Guenée 1852. Gonodonta nitidimacula ingår i släktet Gonodonta och familjen nattflyn. Inga underarter finns listade i Catalogue of Life.